# Mitsubishi Lancer Celeste
Mitsubishi Lancer Celeste – samochód sportowy klasy kompaktowej produkowany pod japońską marką Mitsubishi w latach 1975–1981.

## Historia i opis modelu

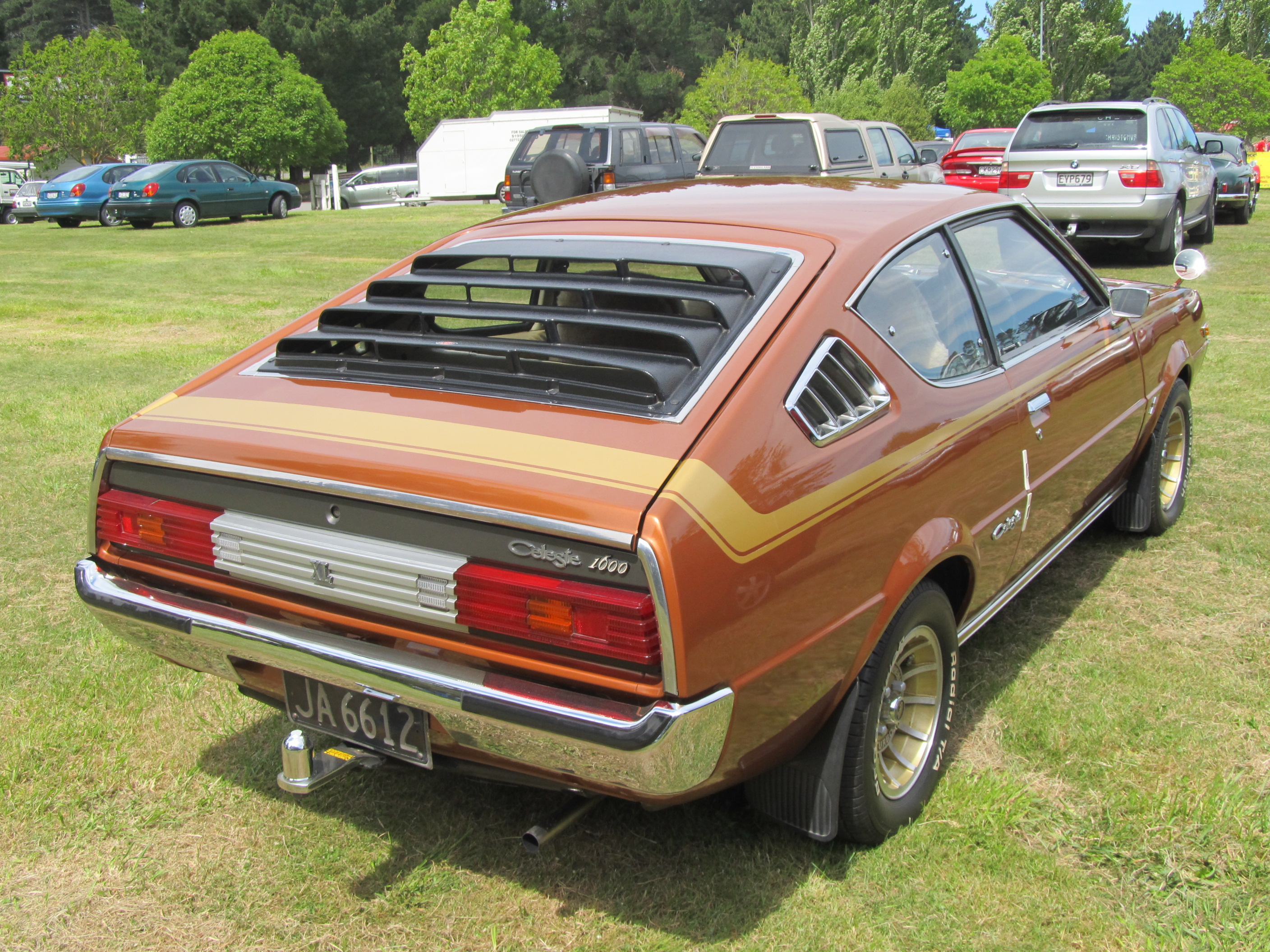
Mitsubishi Lancer Celeste – tył

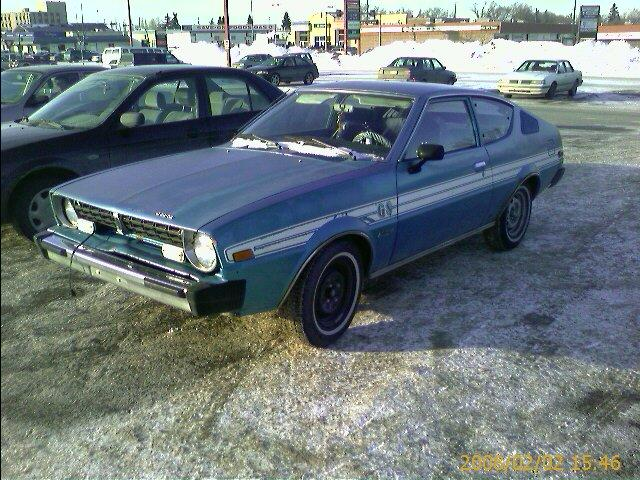
kanadyjski Dodge Arrow

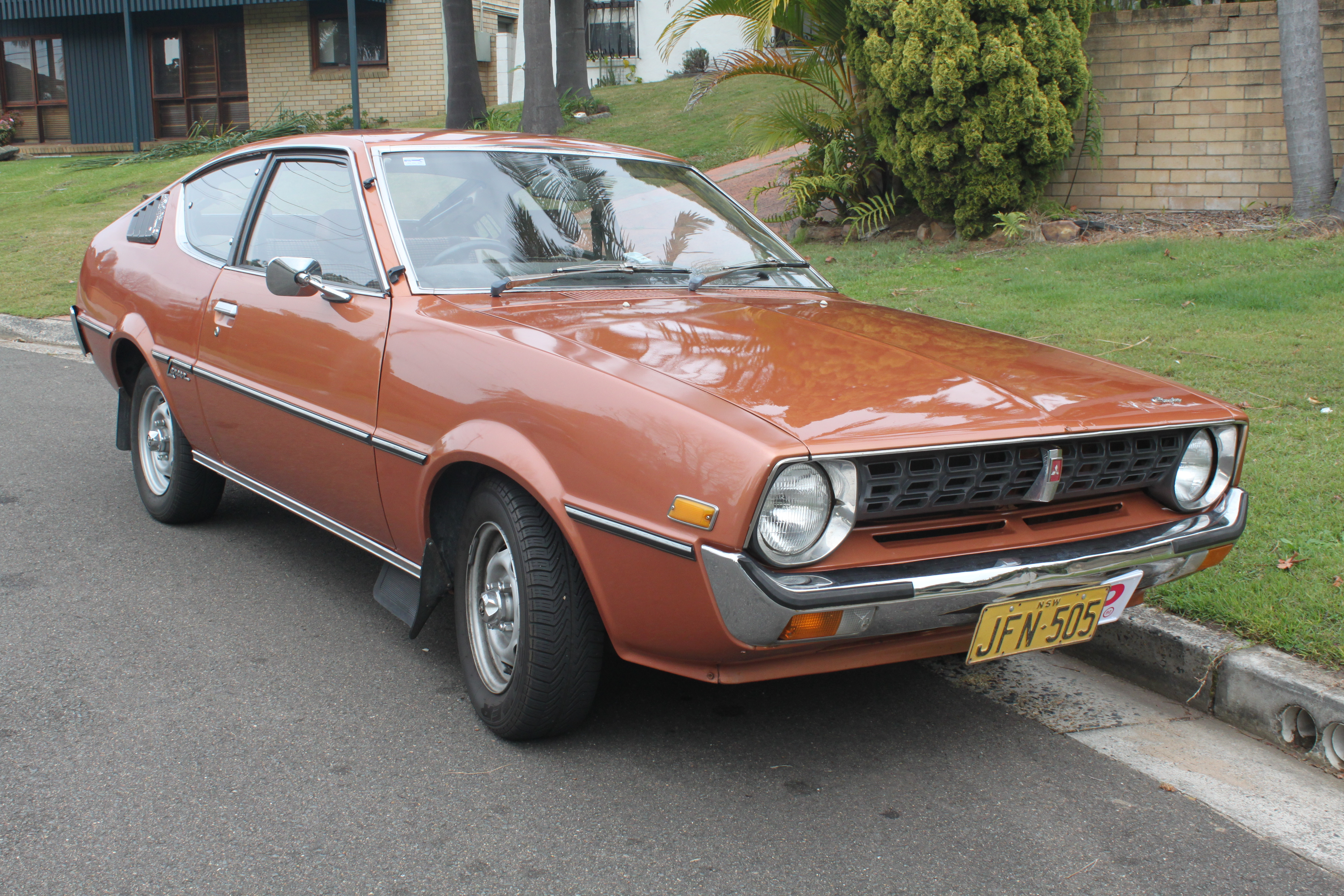
australijski Chrysler Lancer Hatchback

W lutym 1975 roku Mitsubishi zdecydowało się poszerzyć ofertę swojego kompaktowego modelu Lancer o sportowego, 2-drzwiowego fastbacka Lancer Celeste. Samochód wyróżniał się indywidualnym charakterem, który wyrażały charakterystyczne proporcje. Samochód miał łagodnie opadającą linię dachu, nakładki w słupkach C imitujące wloty powietrza, a także dużą, plastikową nakładkę na tylnej szybie z charakterystycznymi otworami w pasiastym układzie. Rozwiązanie to nawiązywało do supersamochodów.
Od bazowego Lancera, model Celeste odróżniał się też innym wyglądem pasa przedniego - okrągłymi reflektorami z chromowanymi obwódkami, wciętą atrapą chłodnicy i zadartym kształtem zderzaka. Mitsubishi Lancer Celeste był samochodem przednionapędowym, z silnikiem umieszczonym z przodu.

### Inne rynki
Mitsubishi Lancer Celeste był samochodem światowym, dostępnym na wielu rynkach pod różnymi nazwami. W Wielkiej Brytanii i Irlandii samochód oferowano pod marką Colt jako Colt Celeste, z kolei w Europie kontynentalnej sprzedawany był pod skróconą nazwą jako Mitsubishi Celeste.
W ramach współpracy z amerykańskim koncernem Chrysler, która w latach 70. i 80 XX wieku była zakrojona na szeroką skalę, Mitsubishi Lancer Celeste był oferowany w Stanach Zjednoczonych pod marką Plymouth jako Plymouth Arrow, w Kanadzie pod znaczkiem Dodge jako Dodge Arrow, a w Portoryko - jako Dodge Celeste.
Z kolei na rynku australijskim samochód włączono w lokalną ofertę Chrysler Australia i oferowano go jako Chrysler Lancer Hatchback. Nie obejmowało to sąsiedniej Nowej Zelandii, gdzie samochód nosił oryginalny znaczek Mitsubishi.

### Silnik
- L4 1.4l
- L4 1.6l
- L4 2.0l